# إيليزا غريغ
إيليزا غريغ (بالإنجليزية: Eliza Grigg)‏ هي متزحلقة نيوزيلندية، ولدت في 9 أكتوبر 1996.

## وصلات خارجية
- إيليزا غريغ على موقع الاتحاد الدولي للتزلج (التزلج على المنحدرات الثلجية) (الإنجليزية)